# Escritura mixteca

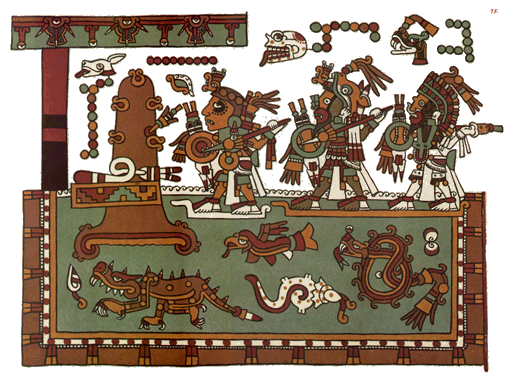
Un ejemplo de las representaciones pictográficas mixtecas. En la imagen, la lámina 75 del Códice Tonindeye. En esta lámina se narra la campaña militar de Ocho Venado contra la isla Lugar del Braguero. La campaña duró tres días (10 serpiente, 11 muerte y 12 venado) y en ella participaron los dos grandes aliados del señor de Tilantongo: Nueve Agua y Cuatro Jaguar. La isla Lugar del Braguero se localiza en la orilla del mundo conocido, en la Región del Color Negro y Rojo —donde la Serpiente Emplumada desapareció después de huir de Tollan (Hermann Lejarazu, 2006: 82-83).

Se conoce como escritura mixteca a un sistema de representación logo-pictográfica empleada por el pueblo mixteco hasta antes de la llegada de los españoles, por lo menos desde el siglo XIII de la era cristiana. Este sistema de escritura consiste básicamente de un conjunto de signos, símbolos y representaciones pictóricas figurativas que funcionaban como claves de relatos que debían ser reconstruidos por los iniciados en las reglas del sistema., acercándose así a la concepción de la historieta moderna, aunque carece de viñetas. Cada elemento representado en los textos prehispánicos de los mixtecos podía representar desde un concepto hasta una idea completa. Cada imagen plasmada en los códices mixtecos debe ser interpretada con numerosas frases en el lenguaje oral y también era susceptible de ser interpretada de modos distintos.

## Características

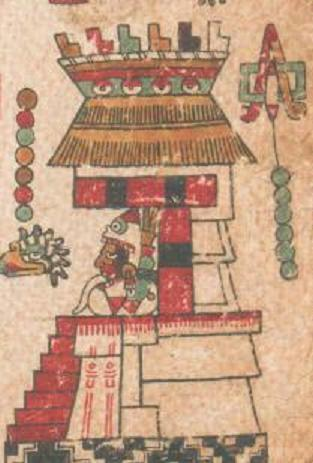
En esta imagen, la inicial del Códice Tonindeye, se representa el nombre de la ciudad de Tilantongo. La greca escalonada en la parte inferior es el signo para referirse al ñuu —el pueblo—, mismo que suele representarse en colores. El uso del color negro hace alusión al nombre de Tilantongo. El templo sobre él, con su techo de ojos estelares (estrellas) también forma parte del topónimo: de acuerdo con Alfonso Caso, el nombre de Tilantongo en mixteco fue Ñuu Tnoo Huahi Andehui (Lugar negro, Templo del Cielo). Los signos a los lados del templo indican una fecha: día 7 águila, año 6 pedernal (1044 d. C.).

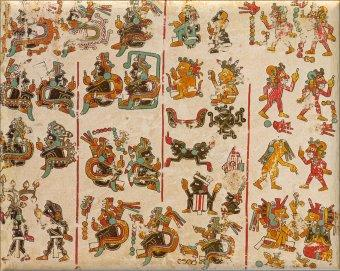
Lámina 51 del Códice Vindobonensis. En el inicio de la página (extremo inferior derecho), aparecen los Señores Uno Venado, principio creador en la mitología mixteca. Los siguientes personajes son los primeros seres engendrados por esta pareja. A estos seres los mixtecos les llamaban ñuhu.

La escritura mixteca se empleó durante el Posclásico Temprano mesoamericano. Se trata de un sistema que combina elementos logográficos y pictográficos para la transmisión de los mensajes. El área de donde proceden la mayor parte de los códices mixtecos precolombinos que testifican el empleo de este sistema de registro corresponde a la Mixteca Alta y a la Costa Chica del estado de Oaxaca. Con anterioridad a la aparición de la escritura mixteca, en varias partes de esta zona del sur de México se empleaban otras escrituras: la escritura zapoteca y la escritura Ñuiñe (Urcid Serrano, 1997), aunque la extensión de ambos sistemas es objeto de discusión entre los especialistas, debido a la gran cantidad de elementos que ambos códigos compartieron y a que el sistema Ñuiñe es prácticamente desconocido (Urcid, 2004). Según Justeson (1986), la escritura mixteca —como otras que se emplearon en el Centro de México durante la época precolombina— forma parte del grupo de escrituras oaxaqueñas, que es la rama occidental de los sistemas de registro derivados del antiguo sistema olmeca de escritura.
La mayor parte de las inscripciones mixtecas prehispánicas consisten en registros calendáricos que dan cuenta de los sucesos más importantes de la historia de ese pueblo. Los elementos calendáricos en la escritura mixteca servían tanto para indicar fechas como para registrar los nombres de los personajes que tomaban parte en los hechos relatados. Es necesario recordar que entre los pueblos mesoamericanos, las personas tomaban como nombre el propio del día del calendario ritual de 260 días en el que habían nacido. Sobre el calendario, Alfonso Caso Andrade descifró los veinte signos que, combinados con numerales, daban como resultado fechas calendáricas. Los mixtecos empleaban también un signo para el año, que estaba formado por un resplandor del Sol —representado según las convenciones del sistema— entrelazado con un anillo. Los nombres de cada año correspondían al nombre del día con el que empezaban. En algunas láminas de los códices históricos mixtecos, el glifo del año lleva un dardo clavado, lo que quiere decir que hubo una guerra en ese año. Otras composiciones pictográficas pueden describir desde hechos hasta ideas completas. Por ejemplo, un dardo clavado en el glifo correspondiente al nombre de un poblado es interpretado como conquista militar.

.."los mixtecas tenían un sistema de escritura y un sistema calendárico, que les permitía conservar las noticias de los acontecimientos y situarlas en el tiempo y el espacio, es decir: relatar verdadera historia; la prueba de ello es que ahora nosotros podemos leerla y transcribirla a nuestro propio idioma".
Alfonso Caso.

Las inscripciones mixtecas aparecen en varios tipos de soporte, aunque por la cantidad de información histórica que contienen, los códices mixtecos son por mucho las más conocidas. Estos documentos estaban compuestos por tiras de piel de venado, curtidas y estucadas, sobre las que los escribas ejecutaban sus textos. Los códices se leen de derecha a izquierda —es decir, en sentido contrario a la lectura en alfabeto latino—, comenzando desde el extremo inferior derecho de cada lámina y siguiendo el sentido indicado por las líneas rojas que separan las figuras (Hermann Lejarazu, 2006). El estilo pictórico de los códices tiene eco en los objetos artísticos de los mixtecos prehispánicos, especialmente en las llamadas vasijas tipo códice, que tuvieron una gran difusión en los señoríos mixtecos e influenciaron el estilo internacional Mixteca-Puebla (Justeson, 1986), que se extendió por buena parte del centro y occidente de Mesoamérica en el Preclásico Tardío.

## Investigaciones sobre la escritura mixteca
Desde la época colonial eran conocidos los documentos pictográficos de los mixtecos. Algunos de ellos pudieron haber servido a los misioneros católicos como base para el rescate de la historia y la cosmovisión de los conquistados (Jansen y Pérez Jiménez, 2002 y 2000). Sin embargo, después de la época colonial la cultura mixteca quedó relegada a un papel secundario. Algunos documentos que hoy se reconocen como mixtecos fueron tomados como mexicas o, por lo menos, procedentes del centro de México, por los arqueólogos. Es el caso del Códice Nuttall o Tonindeye, que Zelia Nuttall creía de origen azteca. Fue Alfonso Caso quien estableció una relación entre estos documentos y la cultura mixteca durante la primera mitad del siglo XX. Sus investigaciones le llevaron a hacer una importante contribución en el desciframiento del sistema de escritura mixteco y a identificar no sólo los signos del calendario, sino la ubicación de numerosos sitios que estaban registrados en documentos como el Códice Nuttall, el Códice Vindobonensis y el Códice Colombino —el único de la época precolombina que permanece en México—. Los trabajos en dicho sentido han tenido continuidad gracias a los empeños de otros investigadores mexicanos y extranjeros, entre los que destacan la mexicana Gabina Aurora Pérez Jiménez y Maarten Jansen.